# Michal Ďuriš
Michal Ďuriš (ur. 1 czerwca 1988 w Uherskim Hradišciu) – słowacki piłkarz grający na pozycji napastnika. Od 2024 jest zawodnikiem klubu Spartak Trnawa.

## Kariera klubowa
Swoją karierę piłkarską Ďuriš rozpoczął w klubie Petrochema Dubová. Następnie w 2002 roku podjął treningi w Dukli Bańska Bystrzyca. W 2005 roku awansował do kadry pierwszej drużyny Dukli. 9 listopada 2005 zadebiutował w niej w pierwszej lidze słowackiej w przegranym 0:2 meczu z MFK Ružomberok. W Dukli rozegrał 114 meczów i strzelił 18 goli.
W sierpniu 2010 Ďuriš został na rok wypożyczony do Viktorii Pilzno. W Viktorii swój debiut zanotował 28 sierpnia 2010 w wygranym 3:0 wyjazdowym meczu z Dynamem Czeskie Budziejowice. W sezonie 2010/2011 wywalczył z Viktorią tytuł mistrza Czech, a po tym sukcesie podpisał z Viktorią kontrakt. Latem 2011 zdobył Superpuchar Czech, a następnie awansował z Viktorią do fazy grupowej Ligi Mistrzów. W fazie grupowej strzelił jednego gola, w meczu z Milanem (2:2). W 2014 roku został wypożyczony do FK Mladá Boleslav.
W 2017 roku przeszedł do FK Orenburg.
Od 2018 gra w lidze cypryjskiej. Po dwuletnim okresie gry w Anorthosisie Famagusta w sierpniu 2020 przeszedł do Omoni Nikozja.
| Sezon   | Klub                   | Kraj     | Rozgrywki                 | Mecze | Bramki |
| ------- | ---------------------- | -------- | ------------------------- | ----- | ------ |
| 2005/06 | Dukla Bańska Bystrzyca | Słowacja | Corgoň liga               | 15    | 0      |
| 2006/07 | Dukla Bańska Bystrzyca | Słowacja | Corgoň liga               | 14    | 0      |
| 2007/08 | Dukla Bańska Bystrzyca | Słowacja | Corgoň liga               | 26    | 6      |
| 2008/09 | Dukla Bańska Bystrzyca | Słowacja | Corgoň liga               | 30    | 6      |
| 2009/10 | Dukla Bańska Bystrzyca | Słowacja | Corgoň liga               | 24    | 6      |
| 2010/11 | Dukla Bańska Bystrzyca | Słowacja | Corgoň liga               | 5     | 0      |
| 2010/11 | Viktoria Pilzno        | Czechy   | Gambrinus liga            | 23    | 3      |
| 2011/12 | Viktoria Pilzno        | Czechy   | Gambrinus liga            | 27    | 6      |
| 2012/13 | Viktoria Pilzno        | Czechy   | Gambrinus liga            | 26    | 1      |
| 2013/14 | Viktoria Pilzno        | Czechy   | Gambrinus liga            | 25    | 5      |
| 2014/15 | FK Mladá Boleslav      | Czechy   | Gambrinus liga            | 26    | 4      |
| 2015/16 | Viktoria Pilzno        | Czechy   | Gambrinus liga            | 25    | 16     |
| 2016/17 | Viktoria Pilzno        | Czechy   | Gambrinus liga            | 11    | 3      |
| 2016/17 | FK Orenburg            | Rosja    | Priemjer-Liga             | 11    | 1      |
| 2017/18 | FK Orenburg            | Rosja    | Pierwyj diwizion          | 15    | 3      |
| 2017/18 | Anorthosis Famagusta   | Cypr     | Protathlima A’ Kategorias | 14    | 11     |
| 2018/19 | Anorthosis Famagusta   | Cypr     | Protathlima A’ Kategorias | 29    | 11     |
| 2019/20 | Anorthosis Famagusta   | Cypr     | Protathlima A’ Kategorias | 20    | 5      |
| 2020/21 | Omonia Nikozja         | Cypr     | Protathlima A’ Kategorias |       |        |

## Kariera reprezentacyjna
W reprezentacji Słowacji Ďuriš zadebiutował 15 sierpnia 2012 w wygranym 3:1 towarzyskim meczu z Danią, rozegranym w Odense. Pierwsze gole w kadrze zdobył 13 listopada 2015 w wygranym 3:2 meczu ze Szwajcarią, w którym strzelił 2 bramki.